# إيفلين بلفور
إيفلين بلفور (بالإنجليزية: Eve Balfour)‏ هي ممثلة بريطانية، ولدت في 1895 في نيوزيلندا.

## وصلات خارجية
- إيفلين بلفور على موقع IMDb (الإنجليزية)
- إيفلين بلفور على موقع أول موفي (الإنجليزية)
- إيفلين بلفور على موقع قاعدة بيانات برودواي على الإنترنت (الإنجليزية)